# GnuCash
GnuCash és un sistema de finances personal en programari lliure que utilitza la doble entrada. En un inici pretenia desenvolupar capacitats similars a les del programa comercial Quicken de la companyia Intuit, és a dir, gestió de finances personals. L'evolució actual està més propera a desenvolupar eines per a pimes, a més de les finances individuals.
GnuCash forma part del Projecte GNU i funciona en moltes plataformes: en GNU/Linux (sota GNOME), i també en Windows (Windows 2000 o superior), OS X, FreeBSD, Solaris i d'altres plataformes UNIX.
El desenvolupament de GnuCash va començar el 1997 i la primera versió estable es va publicar el 1998. La part de comptabilitat per a petites i mitjanes empreses (Pimes) va ser introduïda el 2001.
Es va desenvolupar inicialment per a plataformas GNU (basat en Unix), però des del 15 de juliol de 2007 (versió 2.2.0), està també disponible una versió directament compilada per a usar-la en Windows. La primera versió directament instal·lable en Mac va ser la 1.8.
El programa serveix tant per portar una comptabilitat personal o familiar como de petites empreses. És fàcilment configurable, utilitza el sistema de comptabilitat per partida doble o de doble entrada, permet la creació i modificació d'un pla comptable jerarquitzat, i incorpora un mòdul de facturació i de gestió de les relacions amb clients/deutors i amb proveïdors/creditors. Els diversos estats per a presentar els resultats comptables es poden preparar en forma d'informes, que poden incloure gràfiques. S'adapta fàcilment als règims d'impostos de diferents països. No obstant, la seva ergonomia és millorable i no ofereix els mecanismes de protecció que tenen altres programes de comptabilitat propietaris. És convenient tenir un bon nivell de coneixement de comptabilidad per a un ús productiu. És molt potent com a eina per a fins didàctics.

## Característiques
Algunes de les característiques de GnuCash:
- Gestió d'operacions mitjançant comptabilitat per partida doble
- Adequat per portar la comptabilitat de petites empreses (pimes)
- Capacitat de programar transaccions periòdiques en el temps
- Pot importar arxius en els formats d'altres programes del mateix tipus OFX i QIF
- Suporta FinTS (Financial Transaction Services - Sistema estàndard de banca en línia).
- Pot generar informes estàndards i també fer informes personalitzats
- Pot fer pressupostos
- Suport multiusuari de SQL (limitat)
- Pot fer transaccions multi-divises
- Gestió de carteres d'accions/fons d'inversió
- Cotitzacions en línia d'accions i fons d'inversió

## Ús amb fins educatius

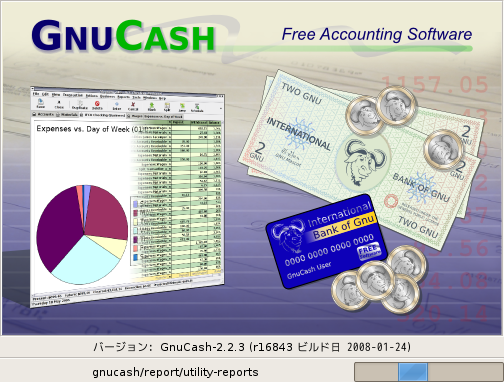
Pantalla de benvinguda de GnuCash

Generalment, els programes de comptabilitat comercials oculten el seu funcionament intern per tal de facilitar el seu ús per part dels usuaris i no permeten inspeccionar com fan els càlculs o els ajustos. GnuCash fa la comptabilitat i les transaccions d'una manera completament transparent; això fa més fàcil aprendre les bases de la comptabilitat i, en concret, l'ús del sistema de partida doble. Per aquesta raó es recomana de vegades com a programa educatiu.

## Tipus de comptes a GnuCash
GnuCash usa molts tipus de comptes. Els principals són:
- Caixa, és el compte en què es reflecteix el diner líquid disponible a la butxaca, en casa o en una caixa.
- Banc, són comptes del tipus compte corrent o d'estalvis que estan en un banc o en una altra institució financera.
- Crèdit, comptes del tipus targeta de crèdit
- Capital i Disponible, són comptes en què s'anoten coses de valor. El cost de compra d'una casa es pot registrar en el compte la meva casa. El cost d'un cotxe, en un compte anomenat el meu cotxe. Els comptes de capital poden patir depreciacions o apreciacions de valor.
- Fons mutuals, són comptes en què es registren capitals que generen dividends, interessos o guanys de capital. Són accions, bons, obligacions, etc. Generalment es registren tres tipus d'informació separats: preu, nombre d'accions i cost.
- Entrades: ingressos
- Sortides: despeses
- equitat, comptes que s'usen a l'inici d'una comptabilitat, o en obrir un nou exercici comptable un cop tancat l'anterior. Representen el patrimoni de l'empresa.
- Monedes, són comptes en què s'anoten les quantitats disponibles en divises, en monedes diferents d'aquella que s'usa en els altress comptes.
- Hi ha també comptes especials per a l'ús de les pimes.

Els comptes s'organitzen en un mapa de comptes en forma d'arbre jerarquitzat. Es creen subcomptes que es poden renumerar per adaptar-ne la jerarquia i l'ordre de presentació.

## Balanços
GnuCash utilitza un full de balanç amb Actius (assets), Passius (liabilities) i Patrimoni (equity).

## Tipus d'informes
GnuCash genera informes com el resum de comptes, resum d'operacions o transaccions, ingressos i despeses, i ingressos i despeses relacionats amb impostos de manera que es poden usar per a fer la declaració d'impostos. Un d'ells és el format TXF (Tax eXchange Format). També genera informes personalitzats multicolumna. Juntament amb els informes pot generar gràfiques.

## Característiques internes
Una característica notable de GnuCash és que utilitza aritmètica de coma fixa, cosa que evita els errors d'arrodoniment de l'aritmètica de coma flotant.
GnuCash està escrit principalment en C, amb una petita part en el llenguatge de programació Scheme.
GnuCash va estar basat inicialment en el conjunt d'eines gràfiques GTK+, disponible per a diversos sistemes operatius tals com GNU/Linux, FreeBSD, Solaris i Windows. GNUcash serva les dades en fitxers en format XML.
Les versions 1.x usaven GTK 1.x. Des de la versió 2.0 (2006) s'usa GTK 2.
La versió 2.4.0. (publicada el 21 de desembre de 2010) va introduir el motor gràfic WebKit i la possibilitat d'usar bases de dades SQLite 3, MySQL o PostgreSQL a més del format de dades en XML.
GnuCash forma part del projecte Gnome i, com a tal, utilitza les mateixes eines per al seu desenvolupament, com per exemple el sistema de llistes de correu per a la comunicació entre desenvolupadors i també entre usuaris, la notificació d'errors i la preparació de les diverses versions lingüístiques. Hi ha una wiki on es recull documentació i guíes adiccionals.
Desafortunadament, no hi ha manual del programa en català i l'última versió en español és la referent a la versió 1.6, almenys en el moment del llançament de la versió 2.4.8.